# 辰溪站
辰溪站，位于中华人民共和国湖南省怀化市辰溪县火马冲镇，是沪昆铁路上的火车站，由广州局集团管辖。车站办理客货运业务，主要为辰溪县和沅陵县服务。

## 歷史
车站于1972年随湘黔铁路金竹山—贵阳段贯通而投入运营，1975年1月正式开通，当时站内设有3条股道，站房面积276平方米:98。
1989年车站新建长3.2千米、通往华特水泥厂的专用线，1991年竣工:98。
1995年7月，车站及湘黔线辰溪境内段电气化工程竣工。同年铁路部门在车站新建办公楼、托运楼、住宅楼、餐厅、商店等设施，总建筑面积3000平方米。1998年4月开始复线化工程，于2000年10月贯通，为此车站新建1条股道，同时站台长度由原先的220米延长至400米并加盖雨棚:98。

## 车站结构
辰溪站候车室建于1972年，并于1997年进行过扩建工程，面积350平方米。车站设有6条到发线和1条货物线:98。目前车站主要办理整车货物发到业务，主要到发品为煤、非金矿、磷矿石、化肥及焦炭等，由湖南湘通物流有限公司怀南分公司代办物流服务工作。此外车站设有通往怀化铁路路料有限责任公司、华中物流及辰溪县贮木场的专用线。
| 岛式站台 |                                 |
| 1站台    | 沪昆铁路 往上海方向（大江口站） |
| 正线     | 沪昆铁路上行列车通过线          |
| 正线     | 沪昆铁路下行列车通过线          |
| 岛式站台 |                                 |
| 2站台    | 沪昆铁路 往昆明方向（小龙门站） |
| 到发线   | 沪昆铁路 货车                   |
| 到发线   | 沪昆铁路 货车                   |

## 車站周邊
- 火马冲镇汽车站
- 辰溪燕子洞旅游区
- 火马冲中心医院
- 中国邮政储蓄银行火马冲镇支行